# Match presque parfait d'Armando Galarraga

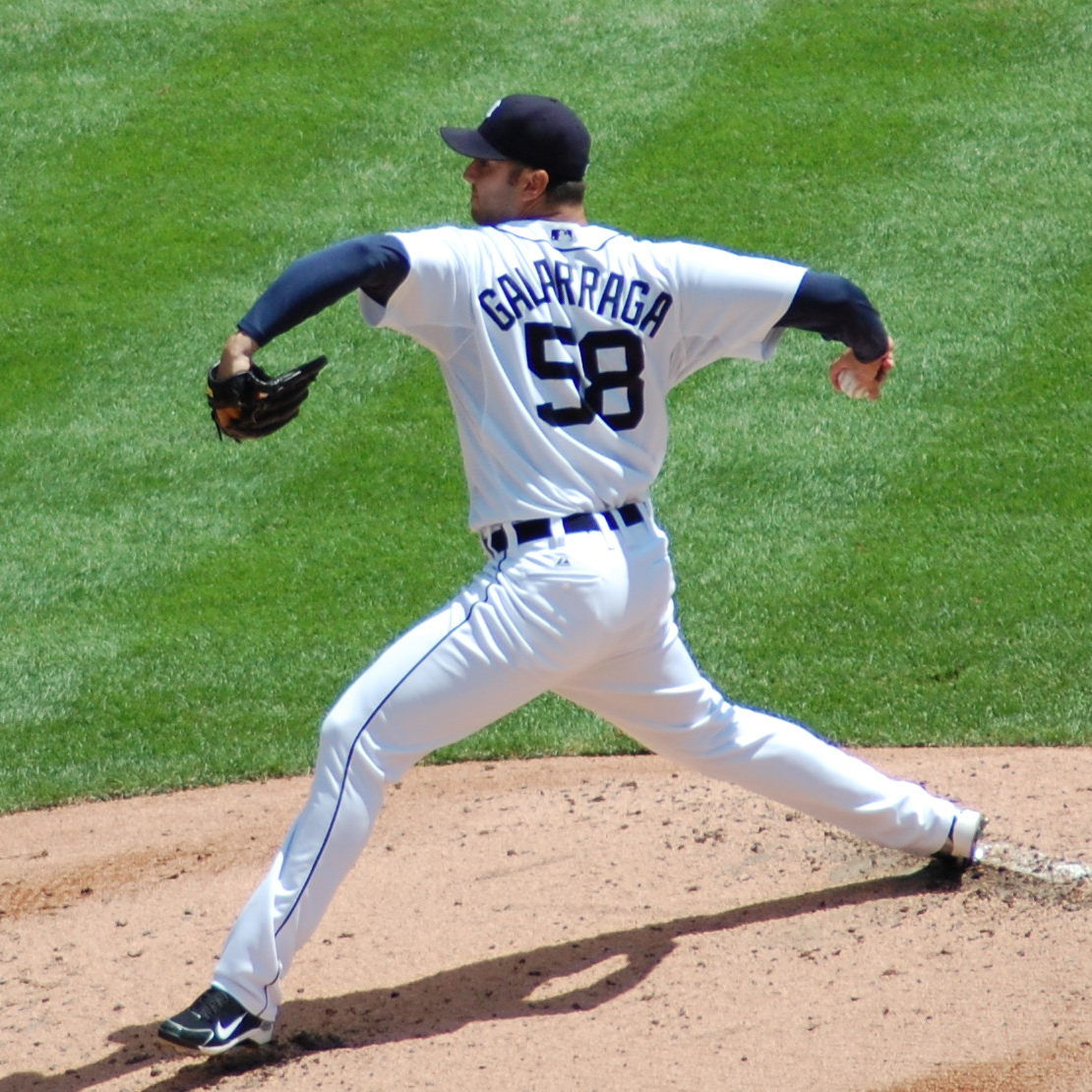
Armando Galarraga, auteur du match presque parfait, pour les Tigers de Détroit en 2010.

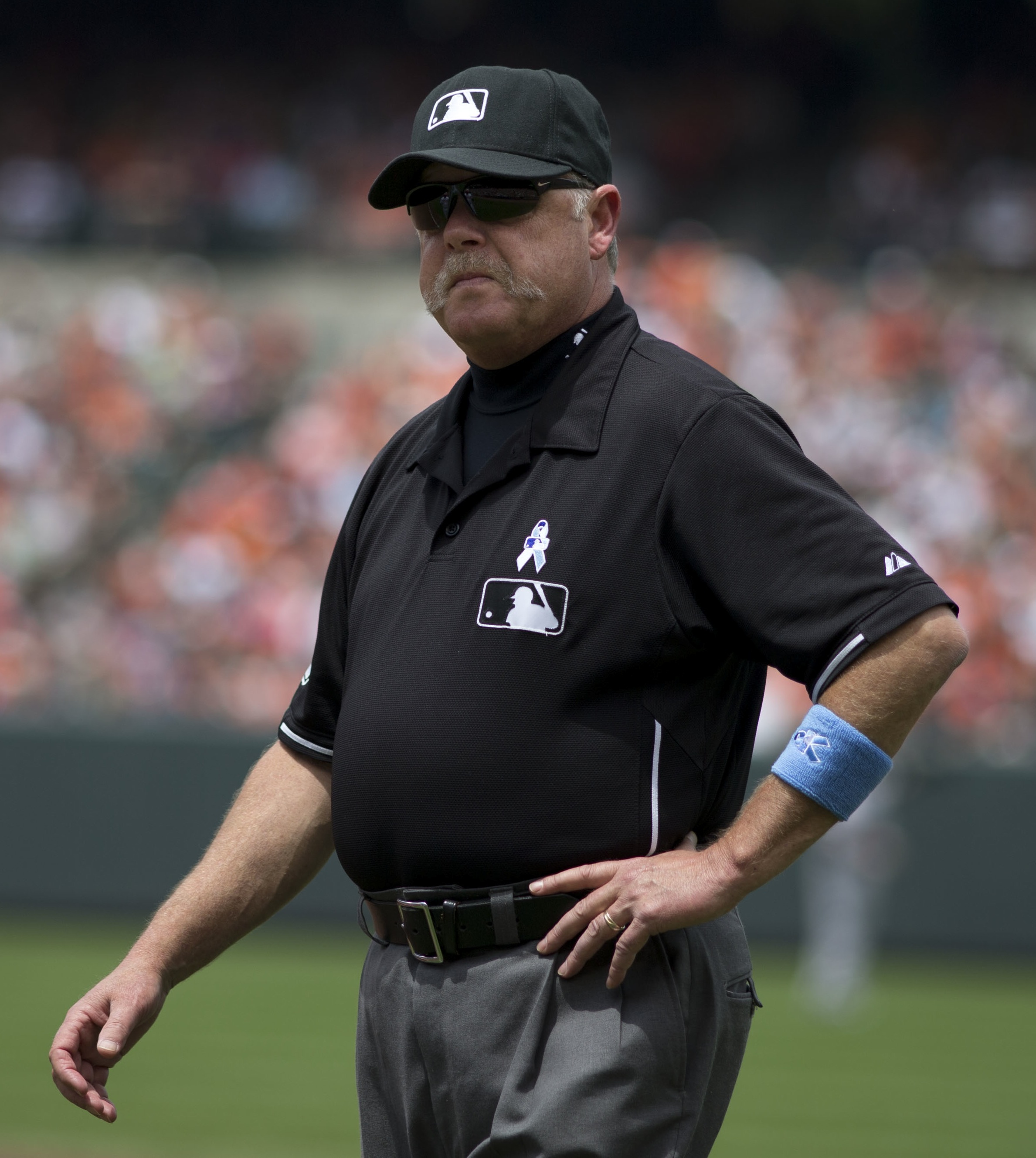
L'arbitre Jim Joyce, responsable de l'erreur d'arbitrage, ici en 2013.

Le match presque parfait d'Armando Galarraga est un match de baseball célèbre ayant opposé, en date du 2 juin 2010 au Comerica Park à Détroit, les Tigers de Détroit aux Indians de Cleveland, deux clubs professionnels des ligues majeures nord-américaines. 
Durant ce match, le lanceur de Détroit, Armando Galarraga, réalise jusqu'à la dernière manche un match parfait, performance rare, réussie jusqu'alors 20 fois dans toute l'histoire des ligues majeures, qui consiste à retirer (ou éliminer) successivement, en neuf manches que compte un match, 27 frappeurs sans qu'aucun point ni coup sûr ne soit marqué. À la fin de la partie, alors qu'Armando Galarraga fait face au 27e et dernier frappeur et qu'il s'apprête à rentrer dans l'histoire, une faute d'arbitrage, de l'arbitre de premier but Jim Joyce, accorde un coup sûr à Jason Donald alors qu'il n'a pas encore atteint le premier coussin, privant ainsi Galarraga de son jeu parfait. Galarraga doit finalement retirer 28 joueurs pour faire gagner son club, pour un total de 88 lancers. Ce match est parfois appelé le « match parfait aux 28 retraits », le « match imparfait » ou simplement le « match de Galarraga ».
Le match et la faute arbitrale ont été la source d'intenses réactions de la part des médias, du public et même de la classe politique ; si l'arbitre au premier but Jim Joyce, découvrant son erreur après la partie, s'est excusé en larme auprès du lanceur, le commissaire de la Ligue majeure de baseball Bud Selig n'a jamais voulu renverser la décision arbitrale une fois que la faute a été démontrée, s'attirant les attaques parfois virulentes de certains journalistes. La Maison-Blanche, par l'intermédiaire de son porte-parole Robert Gibbs, a réagi à l'incident, déclarant qu'elle espérait que les autorités du baseball majeur accordent le match parfait au joueur dépossédé de son exploit. Un ouvrage intitulé Nobody's Perfect, d'Armando Galarraga et Jim Joyce, revient sur cet événement.